# Octylheptanoat
Octylheptanoat ist eine organische Verbindung aus der Gruppe der Carbonsäureester. Sie leitet sich von 1-Octanol und Heptansäure ab.

## Herstellung und Entstehung
Octylheptanoat entsteht neben vielen anderen Produkten, wenn 1-Octanol für längere Zeit mit Wasserstoffperoxid erhitzt wird. Bei der direkten Oxidation von 1-Octanol mit einem Caesium/Manganoxid-Katalysator entsteht ebenfalls Octylheptanoat neben Octylhexanoat und Octyloctanoat.

## Verwendung
Octylheptanoat ist in der EU unter der FL-Nummer 09.094 als Aromastoff für Lebensmittel zugelassen.